# 晉州站 (韓國)
晉州站（：／ Jinju yeok */?）是慶全線沿線的一座鐵路車站，位於韓國庆尚南道晉州市加虎洞，有KTX、ITX-新村、無窮花號及南道海洋列車等車種停靠。

## 車站結構
本站月台為2面4線雙島式月台。

### 月台配置
| ↑ 浣纱          |
| ４３ \| ２１ \| |
| 班城 ↓          |

| 月台 | 路線          | 車種                                 | 目的地                                                       |
| ---- | ------------- | ------------------------------------ | ------------------------------------------------------------ |
| 1    | 慶全線 京釜線 | KTX、ITX-新村、無窮花號 南道海洋列車 | 咸安、馬山、進永、釜田、東大邱、大田、龍山、首爾、幸信方向   |
| 2    | 慶全線 京釜線 | KTX、ITX-新村、無窮花號 南道海洋列車 | 咸安、馬山、進永、釜田、東大邱、大田、龍山、首爾、幸信方向   |
| 3    | 慶全線 京釜線 | KTX、ITX-新村、無窮花號 南道海洋列車 | 河東、光陽、順天、筏橋、寶城、和順、光州松汀、羅州、木浦方向 |
| 4    | 慶全線 京釜線 | KTX、ITX-新村、無窮花號 南道海洋列車 | 河東、光陽、順天、筏橋、寶城、和順、光州松汀、羅州、木浦方向 |

## 历史
- 1925年6月15日 - 落成使用[1]。
- 1950年7月2日－因韓戰戰火而消失。
- 1956年12月3日－新站房竣工。
- 2006年5月1日－本站小型貨運停止辦理。
- 2007年5月31日－新村號運行停止。
- 2012年10月23日－因馬山至本站區間雙線化電氣化及改線，因此車站遷移至現在的站址。
- 2012年12月5日－雙線化暨電氣化通車，首爾至本站間的KTX運行開始；新村號復駛，無窮花號延駛至本站。
- 2013年9月27日－南道海洋觀光列車運行開始。
- 2014年6月1日－ITX-新村運行開始。
- 2015年5月29日－本站貨運停止辦理。
- 2016年6月20日－本站貨運重新辦理。

## 相鄰車站
韓國鐵道公社
慶全線
班城－晉州－浣紗